# Wulf Vater
Wulf Vater (* 27. November 1917 in Opladen; † 22. September 2007 in Leverkusen) war ein deutscher Pharmakologe. Er wirkte von 1956 bis 1980 am Pharmakologischen Institut der Bayer AG und trug während dieser Zeit wesentlich zur Entwicklung des Arzneistoffs Nifedipin bei. In Anerkennung seiner Leistungen erhielt er unter anderem das Bundesverdienstkreuz 1. Klasse und die Schmiedeberg-Plakette.

## Leben
Wulf Vater wurde 1917 in Opladen geboren absolvierte ab 1938 ein Studium der Medizin an der Universität zu Köln, das er 1944 mit dem Staatsexamen und der Promotion abschloss. Anschließend war er zunächst an der Medizinischen Universitätsklinik Köln tätig, ab 1956 wirkte er am Pharmakologischen Institut der Bayer AG. Als sein wichtigstes Verdienst gilt die Entwicklung des Arzneistoffs Nifedipin (Adalat), eines Calciumantagonisten vom Dihydropyridin-Typ zur Behandlung der arteriellen Hypertonie und des Raynaud-Syndroms, das zu einem der erfolgreichsten Arzneimittel der Bayer AG wurde. 1980 ging er in den Ruhestand. Er starb 2007 in Leverkusen.

## Auszeichnungen
Wulf Vater, der durch Spenden die medizinische Forschung an der Technischen Universität Dresden unterstützte, erhielt im November 1997 die Carl-Gustav-Carus-Medaille von deren medizinischer Fakultät. Die Johannes Gutenberg-Universität Mainz, an der er 1996 eine nach ihm benannte Stiftung zur Förderung der pharmakologischen Forschung gründete, ernannte ihn 1999 zum Ehrenbürger. Darüber hinaus wurde er im gleichen Jahr mit dem Bundesverdienstkreuz 1. Klasse sowie 2002 gemeinsam mit Roman Muschaweck mit der Schmiedeberg-Plakette, der höchsten Ehrung der Deutschen Gesellschaft für Experimentelle und Klinische Pharmakologie und Toxikologie, ausgezeichnet. Die Bayer AG verlieh ihm 1988 die Otto-Bayer-Medaille.

## Weiterführende Veröffentlichungen
- Carsten Beichler: Das Leben und Wirken von Dr. Wulf Vater. Shaker-Verlag, Aachen 2005, ISBN 3-83-223982-0 (basierend auf der Dissertationsschrift des Autors; Medizinische Fakultät der Technischen Universität Dresden, Dresden 2001)

| Personendaten    | Personendaten          |
| ---------------- | ---------------------- |
| NAME             | Vater, Wulf            |
| KURZBESCHREIBUNG | deutscher Pharmakologe |
| GEBURTSDATUM     | 27. November 1917      |
| GEBURTSORT       | Opladen                |
| STERBEDATUM      | 22. September 2007     |
| STERBEORT        | Leverkusen             |